# Yoddamrong Sithyodthong
Yoddamrong Sithyodthong (thailändisch ยอดดำรงค์ ศิษย์ยอดธง, RTGS Yod-damrong Sit-yot-thong; * 15. Februar 1981 in der Provinz Uthai Thani, Zentral-Thailand; † 3. September 2011 in Amphoe Si Racha, Thailand) war ein thailändischer Boxer im Superbantamgewicht.

## Profi
Am 1. Juni 1996 gab Yoddamrong erfolgreich sein Profidebüt. Am 21. Februar 2002 wurde er Weltmeister der WBA, als er Yober Ortega durch einstimmige Punktrichterentscheidung schlug. Im darauffolgenden Jahr verlor er den Gürtel gegen Osamu Satō durch K. o.
Im Jahre 2007 beendete er seine Karriere. Drei Tage nach einem schweren Unfall im Badezimmer starb er im September 2011.